# دیوید میلز (نویسنده)
دیوید میلز (به انگلیسی: David Mills) (زاده ۲۴ ژانویه ۱۹۵۹) یک نویسنده بی‌خدای آمریکایی است که معتقد است آشتی علم با دین ممکن نیست. او بیشتر به خاطر کتاب "جهان بی‌خدا" Atheist Universe که در سال ۲۰۰۴ منتشر شد شهرت دارد. در کتاب توهم خدا، زیست‌شناس فرگشتی ریچارد داوکینز از کتاب میلز به عنوان "کار تحسین‌برانگیز" یاد کرده‌است. میلز مدعی است در کتاب خود دست آفرینش‌گرایی جهان جدید و قدیم و طراحی هوشمند را رو کرده‌است.
میلز در برنامه‌های مختلف از جمله برنامه پسر کافر The Infidel Guy ظاهر شده‌است. او همچنین از اعضای گروه پاسخ منطقی است. وی در هانتیگتون، ویرجینیای غربی زندگی می‌کند.
کتاب او تحت عنوان «جهان بی‌خدا» نوشته «دیوید مایلز» به صورت آنلاین و غیررسمی توسط فردی که خود را بهمن یار می‌نامد به فارسی ترجمه شده‌است.